# Теректы (Карасайский район)
Теректы (каз. Теректі, до 1998 г. — Октябрь ) — ранее - село в Карасайском районе Алматинской области Казахстана и административный центр Аксайского сельского округа, ныне его территория находится в составе города Алматы. Код КАТО — 195245100.

## Население
В 1999 году население села составляло 1157 человек (536 мужчин и 621 женщина). По данным переписи 2009 года, в селе проживали 2193 человека (1061 мужчина и 1132 женщины).